# ققنوس (مجموعه تلویزیونی)
ققنوس نام درام کره‌ای محصول ۲۰۰۴ شبکه‌ام بی سی کرهٔ جنوبی است. این سریال جزو اولین سریال‌هایی بود که از شبکه فارسی ۱ پخش می‌شد. در مورد دختری به اسم لی جی اون است که با تصادف کردن در یک پمپ بنزین با پسری به اسم سه هون آشنا می‌شود سه هون فقیر است در حالی که لی جی اون پولدار است آنها با هم ازدواج می‌کنند و …

## بازیگران

### اصلی
- لی سو جین در نقش جانگ سه هون[۱]
- لی اون جو در نقش لی جی اون[۲]
- جونگ هه یونگ در نقش یون می ران
- اریک مون در نقش سو جونگ مین[۳]